# Aziridin
Aziridini su organska jedinjenja koja sadrže aziridinsku funkcionalnu grupu, tročlano heterociklično jedinjenje sa jednom amino grupom i dve metilenske grupe. Osnovno jedinjenje je aziridin (ili etilen imin), sa molekulskom formulom .

## Struktura
Uglovi veza aziridina su približno 60°, što je znatno manje od normalnog ugljovodoničnog ugla veze od 109.5°. Posledica toga je angularno naprzanje slično molekulima ciklopropana i oksirana. Model savijenih veza objašnjava vezivanje takvih jedinjenja. Aziridin je manje bazan nego aciklični alifatični amini, sa pKa od 7.9 za konjugovanu kiselinu, usled povećanog s karaktera slobodnog elektronskog para azota. Angularno naprezanje u aziridinu takođe povišava barijeru inverzije azota. Visina ove barijere omogućava izolaciju zasebnih invertomera, na primer cis i trans invertomeri N-hloro-2-metilaziridina.

## Sinteza
Postoji više sintetičkih puteva.

### Ciklizacija haloamina i amino alkohola
Aminska funkcionalna grupa istiskuje susedni halid u reakciji intramolekulske nukleofilne supstitucije čime se formira aziridin. Amino alkoholi imaju jednaku reaktivnost, ali se hidroksilna grupa mora prvo konvertovati u dobru odlazeću grupu. Ciklizacija amino alkohola se zove Venkerova sinteza (1935), a ciklizacija haloamina Gabrielov etileniminski metod (1888).

### Adicija nitrena
Adicija nitrena u alkene je dobro-poznat metod za sintezu aziridina. Fotoliza ili termoliza azida su pouzdani načini formiranja nitrena. Nitreni takođe mogu da se pripreme in situ iz jodozobenzen diacetata i sulfonamida, ili etoksikarbonilnitren iz N-sulfoniloksi precursora.

## Literatura
- Heterocyclic chemistry. Harlow, England: Longman Scientific. 1987. ISBN 978-0-582-01421-3.